# Bethesda Softworks
Bethesda Softworks LLC ist ein US-amerikanischer Spieleentwickler und Publisher, mit Sitz in Rockville, Maryland. Das Unternehmen gehört dem Mutterkonzern ZeniMax Media, der im März 2021 von Microsoft aufgekauft wurde.

## Geschichte
Bethesda Softworks wurde 1986 von Christopher Weaver gegründet und wurde insbesondere durch die Reihe The Elder Scrolls bekannt. Ende der 1990er geriet die Firma in große finanzielle Schwierigkeiten. 1999 gründete Weaver daher zusammen mit Robert A. Altman die Firma ZeniMax Media, um das Tätigkeitsfeld der Firma auch auf andere Medienbereiche abseits des Spielemarktes ausdehnen zu können. Bethesda Softworks wurde in das neue Unternehmen eingegliedert und fungiert seitdem als Publisher für alle Spieleentwicklungen der ZeniMax-Gruppe. Neben der Elder-Scrolls-Reihe der zwischenzeitlich unter dem Namen Bethesda Game Studios ausgelagerten Entwicklungsabteilung besitzt das Unternehmen seit 2004 auch die Fallout-Lizenz. Neben den Bethesda Game Studios zählen weitere Entwicklerstudios wie id Software (seit 2009) und Arkane Studios (seit 2010) zum Unternehmen. Daneben veröffentlicht Bethesda auch Spiele unabhängiger Entwickler.
Im Rahmen einer Pressekonferenz auf der E3 2018 kündigte Executive Producer Todd Howard das erste neue Franchise seit über 25 Jahren an: Starfield ist ein am 6. September 2023 erschienenes Science-Fiction-Rollenspiel im Einzelspieler-Modus.
Am 21. September 2020 gab Microsoft die geplante Übernahme von ZeniMax Media (und damit auch Bethesda Softworks) für 7,5 Milliarden US-Dollar bekannt. Todd Howard und Pete Hines bestätigten den Kauf in einem eigenen Blogbeitrag. Die Übernahme wurde am 9. März 2021 abgeschlossen.
Im Mai 2024 wurden die Studios Arkane Austin, Tango Gameworks und Alpha Dogs durch Microsoft geschlossen, Roundhouse Games wurde mit ZeniMax Online Studios zusammengelegt.

## Bethesda Game Studios

Logo des Entwicklerstudios

Das am Firmensitz ansässige Entwicklerteam des Publishers trägt den Namen Bethesda Game Studios und arbeitet hauptsächlich an den Titeln der Elder-Scrolls-Serie und Fallout. Das Studio wird geleitet von Todd Howard. Nach der Übernahme durch Microsoft wurde es Teil der Xbox Game Studios.

### The-Elder-Scrolls-Reihe
Die Reihe The Elder Scrolls wird von den Bethesda Game Studios entwickelt, mit Ausnahme des Serienablegers The Elder Scrolls Online, der von ZeniMax Online Studios entwickelt wird, sowie The Elder Scrolls Travels mit den Einzeltiteln Shadowkey, Stormhold und Dawnstar. Diese wurden von dem ebenfalls zu ZeniMax Media gehörenden Unternehmen Vir2L entwickelt.

## Liste der Spiele von Bethesda Softworks
| Jahr | Titel                                                                  | Genre                             | Plattformen                                                      |
| ---- | ---------------------------------------------------------------------- | --------------------------------- | ---------------------------------------------------------------- |
| 1986 | Gridiron!                                                              | Sport                             | Atari ST, Amiga, Commodore 64                                    |
| 1988 | Wayne Gretzky Hockey                                                   | Sport                             | Amiga, Atari ST, DOS, NES                                        |
| 1990 | Wayne Gretzky Hockey 2                                                 | Sport                             | DOS                                                              |
| 1990 | The Terminator                                                         | Action-Adventure                  | DOS                                                              |
| 1990 | Hockey League Simulator                                                | Sport Management                  | Amiga, DOS                                                       |
| 1991 | Wayne Gretzky Hockey 3                                                 | Sport                             | DOS                                                              |
| 1991 | Home Alone                                                             | Action                            | NES                                                              |
| 1991 | NCAA Basketball: Road To The Final Four ('91/'92 Edition)              | Sports                            | DOS                                                              |
| 1992 | Terminator 2029                                                        | Action, Strategie                 | DOS                                                              |
| 1992 | Hockey League Simulator 2                                              | Sport Management                  | DOS                                                              |
| 1993 | The Terminator: Rampage                                                | Action                            | DOS                                                              |
| 1993 | Terminator 2029: Operation Scour Add-on                                | Action, Strategy                  | DOS                                                              |
| 1994 | The Elder Scrolls: Arena                                               | Action, Adventure, RPG            | DOS                                                              |
| 1994 | Terminator 2029 – The Deluxe CD Edition                                | Action, Strategy                  | DOS                                                              |
| 1994 | NCAA: Road to the Final Four 2                                         | Sport                             | DOS                                                              |
| 1994 | Delta V                                                                | Action, Rennspiel                 | DOS                                                              |
| 1995 | The Terminator: Future Shock                                           | Action                            | DOS                                                              |
| 1996 | SkyNET                                                                 | Action                            | DOS                                                              |
| 1996 | The Elder Scrolls II: Daggerfall                                       | Adventure, RPG                    | DOS                                                              |
| 1997 | An Elder Scrolls Legend: Battlespire                                   | Action-Rollenspiel                | DOS, Windows                                                     |
| 1997 | PBA Bowling                                                            | Sport                             | Windows                                                          |
| 1997 | XCar: Experimental Racing                                              | Rennsimulation                    | DOS                                                              |
| 1998 | Magic and Mayhem                                                       | Action, RPG                       | Microsoft Windows                                                |
| 1998 | Burnout: Championship Drag Racing                                      | Rennspiel                         | DOS                                                              |
| 1998 | The Elder Scrolls Adventures: Redguard                                 | Action-Rollenspiel                | Windows                                                          |
| 1998 | Symbiocom                                                              | Adventure                         | Windows                                                          |
| 1998 | Zero Critical                                                          | Adventure                         | Windows                                                          |
| 1999 | NIRA Intense Import Drag Racing                                        | Rennspiel                         | Windows                                                          |
| 1999 | Skip Barber Racing                                                     | Rennspiel                         | Windows                                                          |
| 2000 | IHRA Drag Racing                                                       | Rennspiel                         | Windows, PlayStation                                             |
| 2000 | PBA Bowling 2                                                          | Sport                             | Windows                                                          |
| 2000 | PBA Bowling 2001                                                       | Sport                             | Windows, Dreamcast                                               |
| 2000 | Sea Dogs                                                               | Adventure                         | Windows,                                                         |
| 2001 | IHRA Motorsports                                                       | Rennspiel                         | Windows                                                          |
| 2001 | IHRA Drag Racing 2                                                     | Rennspiel                         | PlayStation 2                                                    |
| 2001 | Echelon                                                                | Action, Simulation                | Windows                                                          |
| 2002 | The Elder Scrolls III: Morrowind                                       | Adventure, RPG                    | Windows, Xbox                                                    |
| 2002 | The Elder Scrolls III: Morrowind (Collector’s Edition)                 | Adventure, RPG                    | Windows                                                          |
| 2002 | The Elder Scrolls III: Tribunal                                        | Adventure, RPG                    | Windows                                                          |
| 2003 | IHRA Drag Racing 2004                                                  | Rennspiel                         | Xbox                                                             |
| 2003 | Pirates of the Caribbean                                               | Adventure                         | Windows, Xbox                                                    |
| 2003 | The Elder Scrolls III: Bloodmoon                                       | Adventure, RPG                    | Windows                                                          |
| 2003 | The Elder Scrolls III: Bloodmoon & Tribunal Duopack                    | Adventure, RPG                    | Windows                                                          |
| 2003 | The Elder Scrolls III: Morrowind (Game of the Year Edition)            | Adventure, RPG                    | Windows, Xbox                                                    |
| 2003 | The Elder Scrolls III: Morrowind (Platinum Edition)                    | Adventure, RPG                    | Xbox                                                             |
| 2004 | The Elder Scrolls III: Morrowind (Game of the Year – Platinum Edition) | Adventure, RPG                    | Xbox                                                             |
| 2004 | IHRA Drag Professional Racing 2005                                     | Rennspiel                         | Xbox, PlayStation 2                                              |
| 2005 | Call of Cthulhu: Dark Corners of the Earth (USA)                       | Survival Horror, Ego-Shooter      | Xbox, Windows                                                    |
| 2006 | IHRA Drag Racing: Sportsman Edition                                    | Rennspiel                         | Windows, Xbox, PlayStation 2                                     |
| 2008 | Fallout 3                                                              | Action-Rollenspiel                | Xbox 360, Windows Vista/XP, PlayStation 3                        |
| 2009 | Wet                                                                    | Third-Person-Shooter              | Xbox 360, PlayStation 3                                          |
| 2009 | Rogue Warrior                                                          | Ego-Shooter                       | Windows                                                          |
| 2010 | Fallout: New Vegas                                                     | Action-Rollenspiel                | Xbox 360, Windows Vista/XP, PlayStation 3                        |
| 2010 | Brink                                                                  | Ego-Shooter                       | Windows, Xbox 360, PlayStation 3                                 |
| 2011 | Hunted – Die Schmiede der Finsternis                                   | Action-Adventure                  | Windows, Xbox 360, PlayStation 3                                 |
| 2011 | Quake 4 (Steam Version)                                                | Ego-Shooter                       | Windows                                                          |
| 2011 | Rage                                                                   | Ego-Shooter                       | Windows, Xbox 360, PlayStation 3                                 |
| 2011 | The Elder Scrolls V: Skyrim                                            | Adventure, RPG                    | Windows, Xbox 360, PlayStation 3, Nintendo Switch                |
| 2012 | Doom (Für Xbox 360 und PlayStation 3)                                  | Ego-Shooter                       | Xbox 360, PlayStation 3                                          |
| 2012 | Doom 2 (Für Xbox 360 und PlayStation 3)                                | Ego-Shooter                       | Xbox 360, PlayStation 3                                          |
| 2012 | Doom 3: BFG Edition                                                    | Ego-Shooter                       | Windows, Xbox 360, PlayStation 3                                 |
| 2012 | The Elder Scrolls V: Dawnguard                                         | Adventure, RPG                    | Windows, Xbox 360, PlayStation 3, Nintendo Switch                |
| 2012 | Dishonored: Die Maske des Zorns                                        | Action-Adventure                  | Windows, Xbox 360, PlayStation 3                                 |
| 2013 | The Elder Scrolls V: Dragonborn                                        | Adventure, RPG                    | Windows, Xbox 360, PlayStation 3, Nintendo Switch                |
| 2013 | The Elder Scrolls V: Skyrim Legendary Edition                          | Adventure, RPG                    | Windows, Xbox 360, PlayStation 3                                 |
| 2014 | The Elder Scrolls Online                                               | MMORPG                            | Windows, Xbox One, PlayStation 4                                 |
| 2014 | Wolfenstein: The New Order                                             | Ego-Shooter                       | Windows, Xbox 360, Xbox One, PlayStation 3, PlayStation 4        |
| 2014 | The Evil Within                                                        | Survival Horror                   | Windows, Xbox 360, Xbox One, PlayStation 3, PlayStation 4        |
| 2015 | Wolfenstein: The Old Blood                                             | Ego-Shooter                       | Windows, Xbox One, PlayStation 4                                 |
| 2015 | Fallout 4                                                              | Action-Rollenspiel                | Windows, Xbox One, PlayStation 4                                 |
| 2015 | Fallout Shelter                                                        | Wirtschaftssimulation             | Apple iOS, Android, Windows, Nintendo Switch, PlayStation 4      |
| 2016 | Doom (2016)                                                            | Ego-Shooter                       | Windows, Xbox One, PlayStation 4, Nintendo Switch                |
| 2016 | Dishonored 2: Das Vermächtnis der Maske (2016)                         | Action-Adventure / Stealth-Action | Windows, Xbox One, PlayStation 4                                 |
| 2017 | Prey (2017)                                                            | Action-Adventure / Stealth-Action | Windows, Xbox One, PlayStation 4                                 |
| 2017 | The Evil Within 2                                                      | Survival Horror                   | Windows, Xbox One, PlayStation 4                                 |
| 2017 | Wolfenstein II: The New Colossus                                       | Ego-Shooter                       | Windows, Xbox One, PlayStation 4, Nintendo Switch                |
| 2018 | Fallout 76                                                             | Postnukleares Online-Rollenspiel  | Windows, Xbox One, PlayStation 4                                 |
| 2019 | Rage 2                                                                 | Ego-Shooter                       | Windows, Xbox One, PlayStation 4                                 |
| 2019 | Wolfenstein: Youngblood                                                | Ego-Shooter                       | Windows, Xbox One, PlayStation 4, Nintendo Switch                |
| 2020 | Doom Eternal                                                           | Ego-Shooter                       | Windows, Xbox One, PlayStation 4, Nintendo Switch, Google Stadia |
| 2021 | Deathloop                                                              | Action-Adventure                  | Windows, PlayStation 5, Xbox Series                              |
| 2022 | Ghostwire: Tokyo                                                       | Action-Adventure                  | Windows, PlayStation 5                                           |
| 2023 | Hi-Fi Rush                                                             | Action-Rhythmusspiel              | Windows, Xbox Series, PlayStation 5                              |
| 2023 | Starfield                                                              | Science-Fiction Rollenspiel       | Windows, Xbox Series X/S                                         |
| 2024 | Indiana Jones und der Große Kreis                                      | Action-Adventure                  | Windows, PlayStation 5, Xbox Series                              |

| Jahr | Titel                                                     | Genre              | Plattformen                 | Publisher                          |
| ---- | --------------------------------------------------------- | ------------------ | --------------------------- | ---------------------------------- |
| 1991 | Where’s Waldo?                                            | Puzzle             | NES                         | THQ                                |
| 2004 | High Rollers Casino                                       | Kartenspiel,       | Xbox                        | Mud Duck Productions               |
| 2004 | AMF Bowling 2004                                          | Sports             | Xbox, PlayStation 2         | Mud Duck Productions               |
| 2006 | The Elder Scrolls IV: Oblivion                            | Action-Rollenspiel | Windows, Xbox 360           | 2K Games                           |
| 2007 | The Elder Scrolls IV: Oblivion                            | Action-Rollenspiel | PlayStation 3               | Ubisoft                            |
| 2006 | The Elder Scrolls IV: Knights of the Nine                 | Action-Rollenspiel | Windows, Xbox 360           | 2K Games                           |
| 2007 | The Elder Scrolls IV: Shivering Isles                     | Action-Rollenspiel | Windows, Xbox 360           | 2K Games                           |
| 2007 | The Elder Scrolls IV: Oblivion (Game of the Year Edition) | Action-Rollenspiel | Windows, Xbox 360, PS3 (US) | 2K Games (Xbox 360), Ubisoft (PS3) |